# Thierry Noir

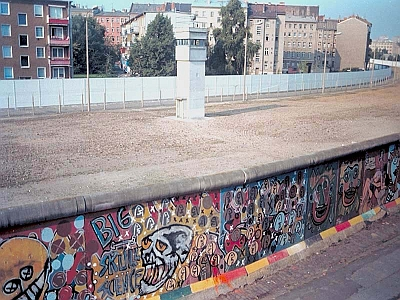
Von Noir bemaltes Stück der Mauer (1986)

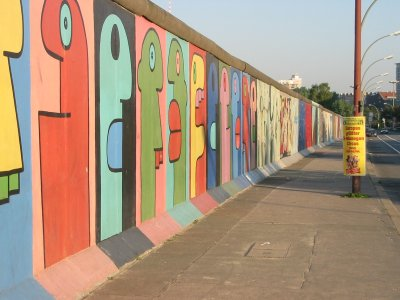
Bemalte East Side Gallery (2005)

Thierry Noir (* 3. Juni 1958 in Lyon) ist ein französischer Maler, der seit 1982 in Berlin lebt.

## Werk
Thierry Noir begann 1984 zusammen mit Christophe-Emmanuel Bouchet und Kiddy Citny die Berliner Mauer zu bemalen. Als East Side Gallery wurden 1991 bemalte Mauerteile, darunter auch das von Noir, unter Denkmalschutz gestellt.
Mit seinen rundlichen glubschäugigen Köpfen, meist gemalt in ungebrochenen klaren Farben, prägte er das Bild der Mauer auf der Westseite. Noir malt seine Bilder farbenfroh, dies strahlt Lebensfreude aus. Typisch sind für Noir bunte Köpfe im Profil mit hervorstehender Nase, riesengroßen Lippen, Kulleraugen und rundem Schädel. „Es ist die Poesie des Augenblicks, die Poetik der Sekunde, die Ironie des Momentanen, um die es mir geht“, so Noir 1996.
Thierry Noir, der 1958 in Lyon geboren wurde, siedelte 1982 nach Berlin um. Im April 1984 begann er zusammen mit Christoph Bouchet mit der Bemalung der Berliner Mauer. Anfangs war das Bemalen nicht ohne Risiko, behauptet Noir. So seien, nach Noirs Angaben, einmal vier mit Maschinenpistolen bewaffnete Soldaten über die Mauer gesprungen, um ihn und Bouchet zu fassen. Allerdings hatten sie gerade versucht, Objekte wie ein Urinoir anzudübeln und mit einem Schlagbohrer Löcher in die Mauer  gebohrt. Die Kreuzberger Bürger wie auch die Westberliner Polizei akzeptierten damals fast ausnahmslos die Mauerbemalung, da die Mauer Eigentum Ostberlins war. "Es ist wunderschön, was sie da machen", habe ihm ein Westberliner Polizist gesagt, wird Noirs Mitmaler Christophe Bouchet zitiert. Andere Graffitikünstler machten sich dagegen lustig über den Eigentumsanspruch, den Thierry Noir mit seiner Malerei zunehmend verband. Wenn andere ihre Graffiti auftrugen, stürzte Noir nachts herbei und restaurierte seine Bilder. "Irgendwann hielt sich Thierry Noir für eine Art Alleineigentümer der Mauer", sagte Rauchhausmitbewohner Max Müller, Sänger und Kopf der Band Mutter. Noirs Mauerbilder wurden im Laufe der Jahre immer großflächiger und fanden auch zunehmend Resonanz in der Kunstszene und in der Werbung. Anfangs malte er nur einen Kopf pro Segment, später – so zum Beispiel 1990 an der East-Side-Gallery – vergrößerte er das Format, damit die Köpfe auch von den vorbeifahrenden Autos erkannt werden konnten. Obwohl die East-Side-Gallery unter Denkmalschutz steht, musste er auch hier sein Werk immer wieder restaurieren (1993, 1996 und 1998).
Obwohl die Figuren gefällig wirken, ging es ihm nicht um Dekoration: „Ich wollte nie versuchen, die Mauer zu verschönern, weil das faktisch unmöglich ist, da 80 Personen bei dem Versuch die Mauer zu überwinden, getötet wurden, so dass man die Mauer mit hundert Kilo Farbe überziehen kann und sie bleibt doch dieselbe. Ein blutiges Monster, ein altes Krokodil, das von Zeit zu Zeit erwacht, um jemanden zu fressen, um dann wieder in Schlaf zu verfallen.“
2012 restaurierten Kiddy Citny und Thierry Noir ihre Malereien an der Berliner Mauer und retteten sie damit vor dem Verfall. Die Mauergemälde sind als Kunst anerkannt und werden für Millionenbeträge versteigert. Die Arbeiten von Noir fanden nicht nur beim Normalbürger, sondern auch bei Filmemachern und Musikern Anerkennung. Heute ist Thierry Noir einer der bekanntesten Street-Art-Künstler Berlins, vor allem Museen und Privatsammlungen in Amerika ersteigern seine Mauergemälde. Im Moment arbeitet er mit Siebdrucken und Skulpturen, die er in seiner eigenen Galerie verkauft. Im September 2012 wurde er für die Gestaltung eines Fahrzeugs anlässlich der Publikumspremiere der neuen A-Klasse in der Mercedes-Welt am Salzufer engagiert.

## Trivia
Zu Gunsten der Kinderhilfsorganisation Die Arche – Christliches Kinder- und Jugendwerk gestaltete Noir 2005 einen Buddy Bären, der den Namen Teddy Noir trägt. Noir wirkte an der Ausstattung des Films Der Himmel über Berlin mit, in dem er auch als Statist auftrat. Im September 2019 sorgte es für einen Skandal, dass Tom Kaulitz als Hochzeitsgeschenk für Heidi Klum eine von Noir bemalte Mauer in den eigenen Garten stellen ließ.

## Ausstellungen
- 2009 „Berliner Mauerkunst - Künstler für Freiheit“ Park des Palais Royal in Paris[5]
- 2017 „BERLIN • WALL • ART – Thierry Noir - Verantwortung für die Zukunft“ Herforder Kunstverein im Pöppelmannhaus in Zusammenarbeit mit der Stiftung Bildung & Kultur Witten[6][7]
- 2019 „09|11|2019 URBAN POP ART Gedanken zu Verantwortung & Zukunft“ (Gruppenausstellung), Herforder Kunstverein im Pöppelmannhaus[8]

## Veröffentlichungen
- Berliner Mauermalerei. Ein dokumentarischer, multimedialer Spaziergang entlang der Berliner Mauer in der Zeit vor und während des Mauerfalls 1989. Gründerzeit, Berlin 1999, [Elektronische Ressource], CD-ROM, mit Beilage ([7] S.), ISBN 3-9806893-0-1